# Crinum stapfianum
Crinum stapfianum är en amaryllisväxtart som beskrevs av Friedrich Fritz Wilhelm Ludwig Kraenzlin. Crinum stapfianum ingår i släktet Crinum, och familjen amaryllisväxter. Inga underarter finns listade i Catalogue of Life.